# Radoslav Samardžić
Radoslav Samardžić (Karavukovo, 17 oktober 1970) is een voormalig Joegoslavisch profvoetballer die als aanvaller speelde. Samardžić kwam uit voor FK Vojvodina, FC Volendam, sc Heerenveen, Feyenoord en RKC Waalwijk. Hij speelde in 1995 eenmalig voor het elftal van de Federale Republiek Joegoslavië.

## Clubcarrière
Samardžić begon in 1990 aan zijn profloopbaan bij Vojvodina Novi Sad. Na vijf seizoenen in het eerste gespeeld te hebben, verhuisde hij in 1995 naar FC Volendam, waar hij twee seizoenen zou spelen. In 1997 was sc Heerenveen de volgende club in zijn carrière. Hier brak de linksbuiten definitief door.
Na drie seizoenen in Friesland te hebben gespeeld ging 'Sami' voor 1,5 miljoen gulden (zo'n 680.000 euro) naar Feyenoord. In Rotterdam-Zuid wist hij nimmer potten te breken. De Joegoslaaf kwam slechts veertien keer in actie voor de Rotterdammers. In zijn tweede seizoen bij Feyenoord werd hij verhuurd aan RKC Waalwijk. Na drie jaar bij Feyenoord keerde Samardzic, in het seizoen 2002/2003, weer terug bij Heerenveen, maar ook hier kon hij niet meer brengen wat hij ooit wel kon. Tijdens zijn tweede periode bij Heerenveen speelde hij vijf wedstrijden.